# Al Jarreau
Al Jarreau (12. marts 1940 Al Jarreau- 12. februar 2017) var en amerikansk sanger og musiker.
1. ↑  Navnet er anført på engelsk og stammer fra Wikidata hvor navnet endnu ikke findes på dansk.